# Typhonia pelodoxa
Typhonia pelodoxa is een vlinder uit de familie van de zakjesdragers (Psychidae). De wetenschappelijke naam van de soort is, als Melasina pelodoxa, voor het eerst geldig gepubliceerd in 1928 door Edward Meyrick. De combinatie in Typhonia werd in 2011 gemaakt door Sobczyk.

## Type
- syntypes: 4 exemplaren
- instituut: BMNH, Londen, Engeland
- typelocatie: "Cameroon, Bitje, Ja river"